# Trekroner

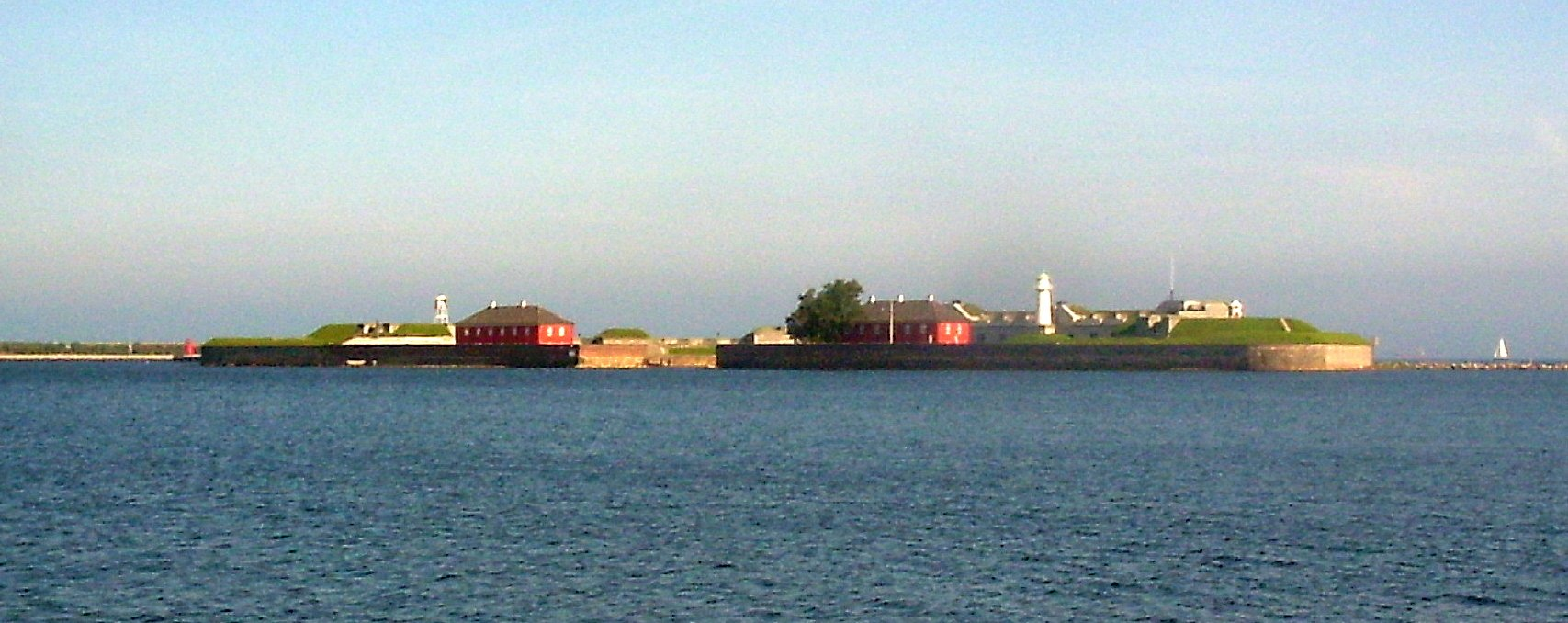
Das Trekronerfort heute (2005) von Kopenhagen aus gesehen

Trekroner (dän.: „Drei Kronen“) ist eine künstliche Insel vor dem Hafen der dänischen Hauptstadt Kopenhagen im Øresund. Sie gehörte zu den Verteidigungsanlagen des Stadthafens und der Stadt selbst. Ursprünglich lag die Insel ca. 200 Meter nördlich der heutigen Position, wo 1713 als Basis der Insel drei alte Linienschiffe versenkt wurden. Eines von ihnen trug den Namen Tre Kroner, woher die Insel ihren Namen hat.
Die Arbeiten für die Anlagen an der jetzigen Position begannen 1787. Das dort errichtete Fort spielte eine große Rolle bei der Seeschlacht von Kopenhagen 1801 und beim britischen Angriff auf Kopenhagen 1807. Nachdem das Fort im 19. Jahrhundert weiter ausgebaut wurde, verlor es zu Beginn des 20. Jahrhunderts an militärischer Bedeutung und wurde 1932 aufgegeben.
1934 wurde das Fort an die Kopenhagener Hafenbehörde verkauft und zum Ausflugsziel. Während der deutschen Besetzung Dänemarks im Zweiten Weltkrieg diente es den deutschen Truppen als Kaserne. Danach stand es leer, bis es 1984 wieder der Öffentlichkeit zugänglich gemacht wurde.
Die Insel hat die Form eines nach Westen hin geöffneten Dreiecks, ist 2 Hektar groß und hat 0 Einwohner (1. Januar 2023). Die Insel gehört zur Kirchspielsgemeinde (dän.: Sogn) Vor Frelsers Sogn, die bis zur dänischen Kommunalreform von 1970 zur Harde Sokkelund Herred im damaligen Københavns Amt gehörte, danach zur amtsfreien Københavns Kommune, die mit der nächsten dänischen Kommunalreform 2007 Bestandteil der Region Hovedstaden wurde.